# 新堡布依族乡
新堡布依族乡是中华人民共和国贵州省貴陽市乌当区下辖的一个民族乡。

## 行政区划
新堡布依族乡下辖以下村级行政区划单位：
长坡村、陇上村、新堡村、大寨村、马头村、王岗村和陇脚村。